# Otto Teichgräber
Otto Teichgräber (Lebensdaten unbekannt) war ein deutscher Fußballspieler.

## Karriere

### Vereine
Teichgräber gehörte als Stürmer dem SV Fortuna Leipzig 02 an, für den er in der vom Verband Mitteldeutscher Ballspiel-Vereine ausgetragenen Meisterschaft im Kreis Nordwestsachsen in der Saison 1925/26 Punktspiele bestritt und dazu beitrug die Gaumeisterschaft zu gewinnen.
Als Meister Gau Nordwestsachsen bezwang seine Mannschaft in der Endrunde um die Mitteldeutsche Meisterschaft am 7. März 1926 den VfL 1911 Bitterfeld mit 4:0 in der 1. Runde sowie am 14. März 1926 den Chemnitzer BC mit 3:0 in der 2. Runde. Nachdem am 21. März und 11. April 1926 der Riesaer SV mit 4:3 und der SC 06 Oberlind mit 9:1 besiegt werden konnten, traf seine Mannschaft im Finale auf den Dresdner SC, gegen den am 25. April 1926 mit 0:3 verloren wurde.
Das ausstehende Entscheidungsspiel um den zweiten Teilnehmer an der Endrunde um die Deutsche Meisterschaft gewann seine Mannschaft am 1. Mai 1926 gegen den Sieger der Runde der Zweiten, den FC Preussen Chemnitz, mit 8:0. Er debütierte am 16. Mai 1926 im Wackerstadion Debrahof, der Spielstätte des SC Wacker 1895 Leipzig, beim 2:0-Sieg über den FC Bayern München, bei dem er mit dem Tor zum 1:0 in der 55. Minute beitrug. In seinem letzten Endrundenspiel unterlag er mit seiner Mannschaft im Hamburger Stadion Hoheluft gegen den Hamburger SV mit 2:6.

### Auswahlmannschaft
Als Spieler der Auswahlmannschaft des Verbandes Mitteldeutscher Ballspiel-Vereine kam er im Wettbewerb um den Bundespokal zum Einsatz und bestritt das am 4. Oktober 1925 angesetzte Finale im Probstheidaer Stadion, der Spielstätte des VfB Leipzig. Die Begegnung mit der Auswahlmannschaft des Süddeutschen Fußball-Verbandes wurde vor 30.000 Zuschauern mit 1:2 verloren.

## Erfolge
- Zweiter der Mitteldeutschen Meisterschaft 1926
- Meister Gau Nordwestsachsen 1926
- Bundespokal-Finalist 1926